# Sima Wei
Sima Wei (司馬瑋) (271–291), nom estilitzat Yandu (彥度), formalment Príncep Yin de Chu (楚隱王), va ser un príncep imperial durant la Dinastia Jin (265-420) i va ser el segon dels vuit prínceps habitualment relacionats amb la Guerra dels Vuit Prínceps.

## Biografia
Sima Wei va ser el cinquè fill de l'emperador fundador de Jin l'Emperador Wu, amb la seva concubina la Consort Shen. En la seva infància, ell va ser creat el Príncep de Shiping. A finals de regnat del seu pare, al voltant del 289, ell va ser creat Príncep de Chu i se li va encarregar-hi el comandament militar de la Província de Jing (荊州, l'actual Hubei i Hunan). Després del decés del seu pare en el 290, el seu germà el Príncep Hereu Zhong va ascendir al tron com l'Emperador Hui. El pare de l'Emperadriu Vídua Yang, Yang Jun, va convertir-se en el regent, però moltes persones no estaven satisfetes amb el seu control del poder. Una d'eixes persones hi era l'esposa de l'Emperador Hui, l'Emperadriu Jia Nanfeng, i ella va començar una conspiració amb Sima Wei, entre d'altres, per enderrocar a Yang Jun. En el 291, Sima Wei va tornar amb les seves tropes a Luoyang, i prompte va succeir un colp d'estat.
L'Emperadriu Jia, que tenia el seu marit fàcilment sota el seu control, li havia emetre un edicte declarant que Yang Jun havien comès delictes i havia de ser destituït dels seus càrrecs. Aquest edicte també ordenava a Sima Wei i Sima Yao (司馬繇) el Duc de Dong'an d'atacar les forces de Yang i defendre's contra contraatacs. Ràpidament, es va posar de manifest que bufava vent contrari per Yang. L'Emperadriu Vídua Yang, atrapada en el palau, va escriure un edicte ordenant ajuda per Yang Jun i el va posar en una fletxa, llançant-lo fora del palau. L'Emperadriu Jia aleshores va fer una declaració dient que l'Emperadriu Vídua Yang era cometent traïció. Yang Jun va ser ràpidament derrotat, i el seu clan va ser massacrat. El besoncle de l'Emperador Hui, Sima Liang, seria convocat per servir com a regent, juntament amb Wei Guan.
Sima Liang i Wei tenien les seves reserves sobre la ferocitat de Sima Wei en l'enderrocament de Yang i, per tant, van tractar de despullar-lo del seu comandament militar, però Sima Wei persuadí a l'Emperadriu Jia perquè li permetés mantenir al seu comandament militar. Tot seguit els assistents de Sima Wei, Qi Sheng (岐盛) i Gongsun Hong (公孫宏), van penjar-los la llufa, davant de l'Emperadriu Jia, a Sima Liang i Wei respecte d'estar planejant deposar l'emperador. L'Emperadriu Jia, que ja hi era ressentida amb Wei per haver aquest, durant el regnat de l'Emperador Wu, suggerit que l'emperador canviés la seva selecció de l'hereu, també volia un control més directe sobre el govern i, per tant, va decidir iniciar un segon colp.
En l'estiu del 291, l'Emperadriu Jia va escriure personalment a l'Emperador Hui un edicte per Sima Wei, el qual li ordenava de destituir dels seus càrrecs a Sima Liang i Wei. Per tant, les seves forces va envoltar les mansions de Sima Liang i Wei, i tot i que els subordinats d'ambdós homes recomanaven resistir, tots dos van desestimar això i foren capturats. Contra el que deia l'edicte, tots dos van ser passats per les armes—Sima Liang amb el seu hereu Sima Ju (司馬矩) i Wei amb nou dels seus fills i nets. Qi llavors va suggerir a Sima Wei d'aprofitar l'oportunitat per matar als parents de l'Emperadriu Jia i fer-se càrrec del govern, però Sima Wei va dubtar—i alhora, l'Emperadriu Jia va arribar a la conclusió, que podria entendre's que matar a Sima Liang i Wei havia estat la seva pròpia intenció, cosa que podria desencadenar una tempesta política, i que no es podia controlar fàcilment a Sima Wei. Per tant, va declarar públicament que Sima Wei havia emès falsament l'edicte. Les seves tropes el van abandonar, i Sima Wei va ser capturat i executat. En l'ajusticiament, ell tractà de mostrar-li l'edicte a l'oficial a càrrec de l'execució, Liu Song (劉頌), i Liu, sabent que Sima Wei havia efectuat el colp d'estat sota les ordres de l'Emperadriu Jia, va entristir-se, però tot i així va dur a terme l'execució. Gongsun i Qi també van ser executats, juntament amb els seus clans.
Malgrat el seu temperament volàtil, Sima Wei també era conegut per la seva generositat, i va ser trobat a mancar pel poble. En el 301, després que transí l'Emperadriu Jia, ell va ser recompensat amb el títol pòstum propi del càrrec d'un general, i el seu fill Sima Fan (司馬範), tot i no rebre el principat de Chu, va ser creat com el Príncep de Xiangyang.